# Griffin Markham
Griffin Markham, född okänt år, död efter 1644, var en engelsk soldat. Han var son till Thomas Markham och hans fru Mary Griffin. Den 29 maj 1592 gifte han sig med Anne Roos och han adlades 1594 efter att ha tjänstgjort under Robert Devereux, 2:e earl av Essex vid belägringen i Rouen. Under nioårskriget på Irland kommenderade Markham ett kavalleri under styre av sir Conyers Clifford och tack vare hans taktik under slaget vid Curlew Pass räddade han sin armé från att bli totalt eliminerad; dock bröts hans högra arm under slaget.
1593 bannlystes Markham från den engelska domstolen av okända anledningar. Han deltog nu i två olika sammansvärjningar mot Jakob I av England och för detta dömdes han till döden 1603. Dock benådades han och försattes istället i exil 1605. Hans egendomar övertogs av hans kusin, sir John Harington.
Markham tillbringade resten av sitt liv i exil ute i Europa, där han arbetade som spion åt Robert Cecil, 1:e earl av Salisbury. Han var med i det engelska regementet som stred i Nederländerna och där hamnade han i bråk med sir Edmund Baynham, som han kämpade mot i en blodig tvekamp.